# Dicranolasma hoberlandti
Espèce
Dicranolasma hoberlandti est une espèce d'opilions dyspnois de la famille des Dicranolasmatidae.

## Distribution
Cette espèce se rencontre en Turquie, en Grèce et en Israël.

## Description
Le mâle holotype mesure 3,8 mm et la femelle 5,5 mm.

## Systématique et taxinomie
Cette espèce a été décrite par Šilhavý en 1956.

## Étymologie
Cette espèce est nommée en l'honneur de Ludvík Hoberlandt (1918-2005).

## Publication originale
- Šilhavý, 1956 : « Výsledky zoologické expedice Národního musea v Praze do Turecka - Resultata expeditionis zoologicae Musei Nationalis Pragae in Turciam. » Acta entomologica Musei Nationalis Pragae, vol. 40, p. 31–39.